# چوی جن چول
چوی جن چول (انگلیسی: Choi Jin-cheul؛ زادهٔ ۲۶ مارس ۱۹۷۱) یک بازیکن فوتبال اهل کره جنوبی است.
وی همچنین در تیم‌های ملی فوتبال کره جنوبی کره جنوبی کره جنوبی بازی کرده‌است.